# SpVgg Landshut
SpVgg Landshut is een Duitse sportvereniging uit Landshut in de deelstaat Beieren.
In het seizoen 2011/12 werd de club kampioen van de Landesliga Bayern Mitte en kwalificeerde zich daarmee voor promotiewedstrijden voor de op dat moment nieuwe vierde klasse, de Regionalliga Bayern. Die tweekamp met SV Heimstetten werd verloren, waardoor men in het seizoen 2012/2013 weer uitkwam op het vijfde niveau. In 2015 degradeerde de club.

## Erelijst
- Winnaar Niederbayerischer Bezirkspokal: 1949, 1969, 1981, 1986, 1987, 1988,1991, 1995, 1999, 2001, 2002, 2004, 2006